# نوفارا دي سيشيليا
نوفارا دي سيشيليا (بالإيطالية: Novara di Sicilia)‏ هي بلدية في مقاطعة ميسينا في صقلية الإيطالية.

## السكان
في سنة 1861 بلغ عدد السكان 4٬996 نسمة، وتطور العدد ليصل في سنة 2011 لـ 1٬413 نسمة.
يظهر هذا المخطط البياني تطور النمو السكاني لـ نوفارا دي سيشيليا

## أعلام
- فرانكو كوتشينوتا